# Chalacala
Chalacala es un pueblo peruano ubicado en el distrito de Sullana, perteneciente a la provincia de Sullana del departamento de Piura, al norte del Perú. 

## Ubicación
Chalacala se ubica al oeste de la provincia de Sullana, en el distrito homónimo, en el departamento de Piura. Se ubica al margen derecha río Chira. 

## Demografía
En 2017 Chalacala tenía una población de 2018 habitantes.
| Gráfica de evolución demográfica de Chalacala entre 1993 y 2017 |
|                                                                 |
| Fuentes: Población 1993 y 2017                                  |